# Lyon Olympique Universitaire
Il Lyon Olympique Universitaire, anche nota come LOU, è una società polisportiva francese con sede a Lione, fondata nel 1896.